# Бёрбедж, Ричард
Ричард Бёрбедж (англ. Richard Burbage; 6 января 1567 — 13 марта 1619) — английский актёр эпохи Возрождения, друг и соратник Шекспира. Первый исполнитель таких ролей как: Гамлет, Ричард III, Лир, Генрих V, Отелло, Ромео, Макбет и др.

## Биография
Ричард Бёрбедж родился в 1567 году в Лондоне в театральной семье. Его отец Джеймс Бёрбедж в молодости был плотником, позже стал актёром, позднее руководил труппой «слуги графа Лестера». Он построил первое театральное здание в Лондоне, организовывал и руководил актёрскими труппами. Сыновья Джеймса пошли по стопам отца: Катберт занимался антрепренёрской работой, а Ричард выбрал актёрскую профессию. Уроки актёрского мастерства он брал у Эдуарда Аллена, известного своими ролями в трагедиях Марло. О молодости Бёрбеджа известно очень мало. Вероятно, он играл в 1590—1593 годах в труппах «слуги лорда-адмирала», «слуги лорда Стрэнджа», «слуги графа Пемброка». Однако прославился как звезда труппы лорда-камергера и исполнитель главных ролей в пьесах Шекспира. Вместе с братом владел половиной театра «Глобус».

Согласно отзыву первого историка английского театра Ричарда Флекно:
Он был восхитительный Протей, так совершенно перевоплощавшийся в своей роли и как бы сбрасывавший своё тело вместе со своим платьем; он никогда не становился самим собой, пока не кончалась пьеса… Он имел все данные превосходного оратора, оживлявшего каждое слово, произносимое им, а свою речь — движением. Слушавшие его зачаровывались им, пока он говорил, и сожалели, когда он смолкал. Но и в последнем случае он всё-таки оставался превосходным актёром и никогда не выходил из своей роли, даже если кончал говорить, но всеми своими взглядами и жестами всё время держался на высоте исполнения роли.
Из элегии на смерть Бербеджа неизвестного автора (1619):
Он умер и вместе с ним целый - мир [...]. Молодой Гамлет, старый Иеронимо, добрый Лир, опечаленный мавр и многие другие, которые жили в нем, исчезли навсегда. Часто я видел его, как он прыгал в могилу, приняв облик человека, обезумевшего от любви. И я готов был поклясться, что он действительно умрет в этой могиле. Часто видел я, как он, лишь играя на сцене, так верно изображал жизнь, что изумленным зрителям и [окружающей его] опечаленной свите казалось, что он на самом деле умирает, хотя только притворно истекал кровью.

## Образ Ричарда Бёрбеджа в кино
- Аноним / Anonymous (2011; Великобритания, Германия, США) режиссёр Роланд Эммерих, в роли Ричарда Ллойд Хатчинсон.